# Diamond Dogs
Diamond Dogs es el octavo álbum de estudio del artista británico David Bowie, lanzado el 24 de mayo de 1974 por la disquera estadounidense RCA Records. Bowie produjo y grabó el disco entre Londres y Países Bajos, luego de la reciente separación de su banda The Spiders from Mars, soporte de su personaje Ziggy Stardust, y de la partida del productor Ken Scott; de hecho Bowie tocó la guitarra principal tras no contar con su guitarrista Mick Ronson.
El disco fue el regreso del productor Tony Visconti, que no trabaja con Bowie desde 1970, siendo el comienzo de la colaboración de ambos artistas durante el resto de la década de los 70. Diamond Dogs también marcó el final de la etapa glam del músico, ya que a partir de su gira de 1974, Bowie comenzó a experimentar con el soul y el funk, derivando en su álbum de 1975, Young Americans.
Temáticamente, el disco es la unión de la novela 1984 del escritor británico George Orwell, un musical basado en Ziggy Stardust, y la propia visión glamorosa de Bowie de un mundo posapocalíptico, inspirado en los escritos del ensayista estadounidense William S. Burroughs. Bowie había querido hacer una producción teatral del libro de Orwell y comenzó a escribir material después de completar las sesiones de su álbum de covers de 1973, Pin Ups, pero el patrimonio de Orwell le negó los derechos de la novela. Las canciones inspiradas directamente en la obra de Orwell terminaron en la segunda mitad de Diamond Dogs, donde, como lo indicaban los títulos, la temática de 1984 era prominente. 
La portada del álbum generó mucha polémica en su momento, ya que muestra a Bowie como un híbrido de perro-humano. La portada correspondió a una pintura del belga Guy Peellaert, quien intervino una fotografía de Bowie realizado por el fotógrafo británico Terry O'Neill. La canción homónima introduce un nuevo personaje llamado Halloween Jack, quien tiene el pelo rojizo similar al de Ziggy y Aladdin Sane, y es a quien Bowie caracteriza en la portada.
La canción más exitosa del disco y sencillo promocional del mismo fue Rebel Rebel, que alcanzó el primer lugar en los listados británicos, y quinto en Estados Unidos con una mezcla alternativa del sencillo. Con los años el álbum ha ganado popularidad entre sus seguidores, y sus biógrafos lo consideran uno de sus mejores discos jamás realizados, además de ser citado como precursor del movimiento punk. El álbum ocupa el puesto número 995 en el All-Time Top 1000 Albums (3.ª edición, 2000) y el número 447 en los 500 mejores álbumes de todos los tiempos según la publicación británica NME.

## Antecedentes

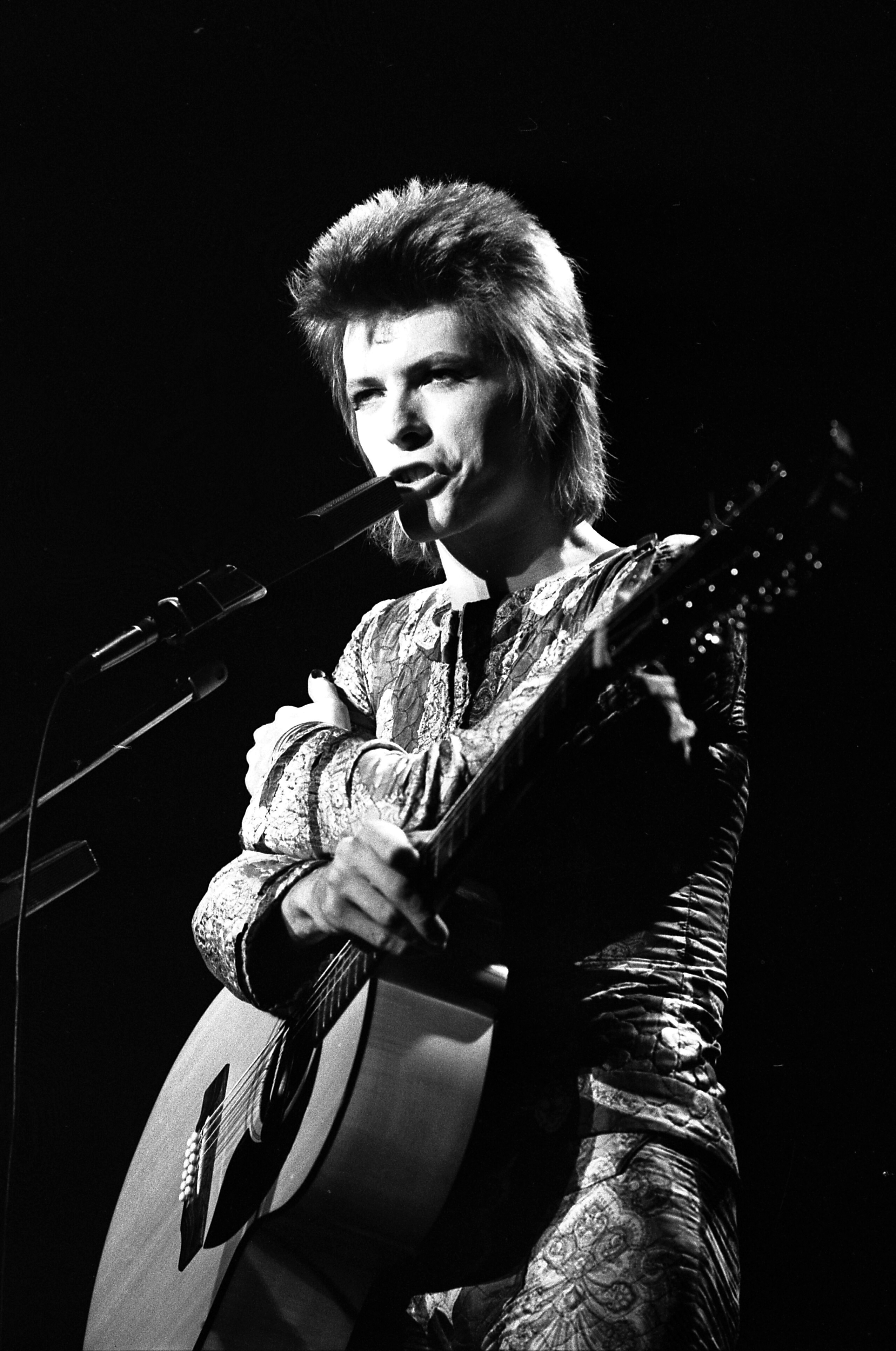
Bowie como Ziggy Stardust,

David Bowie lanzó su séptimo disco, Pin Ups, en el verano de 1973, al tiempo en que estaba dudoso de cual sería el rumbo de su carrera en adelante, ya que no quería quedar encasillado en su exitoso personaje de Ziggy Stardust, habiendo disuelto su banda soporte The Spiders from Mars, y alejándose de su productor Ken Scott. 
Aunque el álbum fue grabado y lanzado después de la "retirada" del personaje de Ziggy Stardust, a mediados de 1973, y presenta a su propio personaje principal, Halloween Jack ("un tipo verdaderamente genial" que vive en la decadente "Ciudad del Hambre"), Ziggy se siente aún vivo en Diamond Dogs, como lo demuestra el corte de pelo de Bowie en la portada y el estilo glam-trash del primer sencillo "Rebel Rebel". 

### Producción

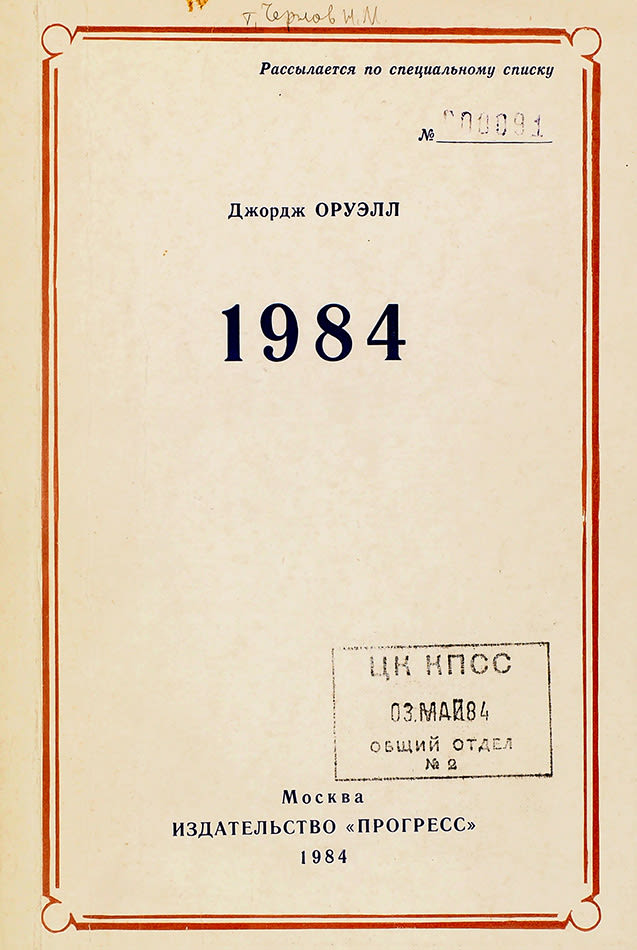
Portada soviética de la novela distópica, 1984, importante inspiración para Bowie en éste trabajo musical.

Como fue el caso con algunas canciones de Aladdin Sane, la influencia de The Rolling Stones también fue notable, particularmente en la canción que da nombre al disco. En otras partes, sin embargo, Bowie había abandonado su trabajo anterior con la serie de canciones épicas, "Sweet Thing" / "Candidate" / "Sweet Thing (Reprise)", mientras que "Rock 'n' Roll with Me" y 1984, inspirado en el estilo de guitarra wah-wah de Isaac Hayes para la banda sonora de la película de 1971, Shaft, proporcionaron un anticipo de la siguiente fase "Plastic Soul" de Bowie.  
El vinilo original terminó con un estribillo de refrán "Bruh / bruh / bruh / bruh / bruh", la primera sílaba de "(Gran) Hermano", repitiéndose incesantemente. "Sweet Thing" fue el primer intento de Bowie en el estilo de escritura fragmentado de William S. Burroughs, que Bowie continuaría usando durante los próximos 25 años. 
Aunque Diamond Dogs fue el primer álbum de Bowie desde 1969 en no contar con ninguno de los integrantes de Spiders from Mars, la banda de respaldo hecha famosa por Ziggy Stardust, muchos de los arreglos ya se habían resuelto y se tocaron en la gira con Mick Ronson antes de las grabaciones de estudio, incluyendo "1984" y "Rebel Rebel". En el estudio, sin embargo, Herbie Flowers tocaba el bajo con la batería siendo compartida entre Aynsley Dunbar y Tony Newman. 
En una acción que sorprendió a algunos comentaristas, el propio Bowie asumió el papel de guitarra líder que Ronson tenía anteriormente, produciendo lo que los críticos de NME, Roy Carr y Charles Shaar Murray, describieron como un sonido áspero, estridente y semi-aficionado que le dio al álbum gran parte de su sabor característico". Diamond Dogs también fue un hito en la carrera de Bowie, ya que lo reunió con Tony Visconti, quien proporcionó arreglos de cuerdas y ayudó a mezclar el álbum en su propio estudio en Londres. Visconti continuaría coproduciendo gran parte del trabajo de Bowie durante el resto de la década.

### Arte de portada
La portada muestra a Bowie como un llamativo semi-hombre, semi-perro grotesco, pintado por el artista belga Guy Peellaert, basado en fotografías de Bowie por Terry O'Neill. Fue controvertido, ya que la imagen completa en la portada desplegable mostraba los genitales del híbrido. Muy pocas copias de esta portada original llegaron a la circulación en el momento del lanzamiento del álbum. Según la guía de precios de la revista recopiladora de discos, Goldmine, estos álbumes han estado entre los coleccionables más caros de todos los tiempos, tan alto como miles de dólares estadounidenses por una sola copia. 
Los genitales fueron eliminados de la tapa del LP de 1974 en la mayoría de los lanzamientos, aunque la imagen original se incluyó en el relanzamiento Rykodisc/EMI del álbum en 1990, y las posteriores reediciones incluyeron el arte de tapa sin censura (la edición de 1990 también resucitó una solapa interna rechazada con una imagen de Bowie en un sombrero cordobés aferrándose a un perro voraz; como la portada, este trabajo artístico era una imagen de Guy Peellaert basada en una fotografía capturada por Terry O'Neill.

## Lanzamiento y repercusión
El disco fue la canción de cisne glam de Bowie; de acuerdo con el autor David Buckley, "en el tipo de movimiento que definiría su carrera, Bowie saltó de la nave glam-rock justo a tiempo, antes de derivar en una parodia vacía de sí misma". En el momento de su lanzamiento, Bowie describió a Diamond Dogs como "un álbum muy político. Mi protesta ... más personal que cualquier otra cosa que haya hecho anteriormente". La revista Disc comparó el álbum con The Man Who Sold the World (1970), mientras que Rock y Sounds lo describió como su "obra más impresionante ... desde Ziggy Stardust". Fue N°1 en las listas de éxitos del Reino Unido y número 5 en los EE. UU. (Donde la canción "Rebel Rebel" resultó muy popular), la colocación más alta de Bowie en Estados Unidos hasta la fecha. En Canadá, pudo repetir su éxito británico, alcanzando el N°1 en la lista de álbumes nacionales de RPM 100 en julio de 1974 y manteniéndolo durante dos semanas.
El estilo de guitarra crudo de Diamond Dogs y las visiones del caos urbano, los niños carroñeros y los amantes nihilistas ("Vamos a comprar algunas drogas y ver una banda / Y a saltar en el río tomados de la mano") han sido acreditados como una anticipación a la revolución punk que tomaría lugar en los años siguientes. El propio Bowie describió a los Diamond Dogs, presentados en la canción principal, como: "Todos pequeños Johnny Rottens y Sid Viciouses. Y, en mi opinión, no había ningún medio de transporte, por lo que todos estaban rodando sobre patines con ruedas enormes en ellos, y chirriaron porque no habían sido engrasados correctamente. Así que estaban estas pandillas de chirriantes, patinadores, de aspecto rudo, con cuchillos Bowie y pieles, y todos estaban flacos porque no habían comido suficiente, y  tenían el pelo de color gracioso. En cierto modo, fue un precursor del punk". 
Bowie realizó todas las canciones del álbum excepto "We Are the Dead" en su Diamond Dogs Tour, grabado y lanzado en dos álbumes, David Live en 1974 y Cracked Actor en 2017. "Rebel Rebel" apareció en casi todas las giras de Bowie después de su lanzamiento, "Diamond Dogs" se realizó para Isolar Tour, Outside Tour y A Reality Tour, y "Big Brother / Chant of the Ever Circling Skeletal Family" resucitó en 1987 para el Glass Spider Tour.

## Lista de canciones
Todas las canciones compuestas por David Bowie, excepto donde se indica.
Lado A
| N.º | Título                  | Duración |  |
| 1.  | «Future Legend»         | 1:05     |  |
| 2.  | «Diamond Dogs»          | 5:56     |  |
| 3.  | «Sweet Thing»           | 3:39     |  |
| 4.  | «Candidate»             | 2:40     |  |
| 5.  | «Sweet Thing (Reprise)» | 2:31     |  |
| 6.  | «Rebel Rebel»           | 4:30     |  |

Lado B
| N.º | Título                                        | Duración |  |
| 7.  | «Rock 'n' Roll with Me» (Bowie, Warren Peace) | 4:00     |  |
| 8.  | «We Are the Dead»                             | 4:59     |  |
| 9.  | «1984»                                        | 3:27     |  |
| 10. | «Big Brother»                                 | 3:21     |  |
| 11. | «Chant of the Ever Circling Skeletal Family»  | 2:00     |  |

### Bonus CD
1. Dodo - 2:55
2. Candidate (Demo Versión) - 5:06
3. 1984/Dodo

## Personal
- David Bowie - Cantante, guitarra, saxofón, sintetizador
- Mike Garson - Teclado
- Herbie Flowers - Bajo
- Aynsley Dunbar - Batería
- Alan Frederick Parker - Guitarra rítmica en "1984"

## Posicionamiento
Álbum
| Chart (1974)                                 | Posición |
| -------------------------------------------- | -------- |
| Australia (Go-Set)                           | 1        |
| Canadian Albums (RPM)                        | 1        |
| Finnish Albums (Suomen virallinen lista)     | 5        |
| French Albums (SNEP)                         | 4        |
| Italian Albums (Billboard)                   | 9        |
| Norwegian Albums (VG-lista)                  | 8        |
| Spanish Albums (Promusicae)                  | 6        |
| Swedish Albums (Kvällstoppen)                | 3        |
| Reino Unido (UK Albums Chart)                | 1        |
| US Billboard Top LPs & Tape                  | 5        |
| West German Media Control Albums (GfK)       | 40       |
| Yugoslavian Albums (Radio TV Revue & Studio) | 10       |